# بستان الرئيس
بستان الرئيس، حي سكني عريق في مدينة دمشق يقع تحت ساحة الجسر الأبيض ويمتد إلى منطقة الطلياني، كان يُعرف بحيّ المّحمديات أيام الحكم العثماني. تعود ملكية معظم أراضيه إلى الوجيه الدمشقي عثمان باشا مردم بك، جد رئيس الوزراء جميل مردم بك. وقد لُقب ببسان الرئيس بسبب تواجد منزل الرئيس شكري القوتلي في أوله. ومن هذا الدار تم اعتقال الرئيس القوتلي يوم انقلاب حسني الزعيم سنة 1949. وفي كثير من الأحيان تسقط كلمة «بستان» ويشار إلى الحيّ بكلمة «الرئيس فقط.» ومن أشهر سكان الحي عائلات مردم بك وشخاشيرو والعلبي.